# News Corp Australia

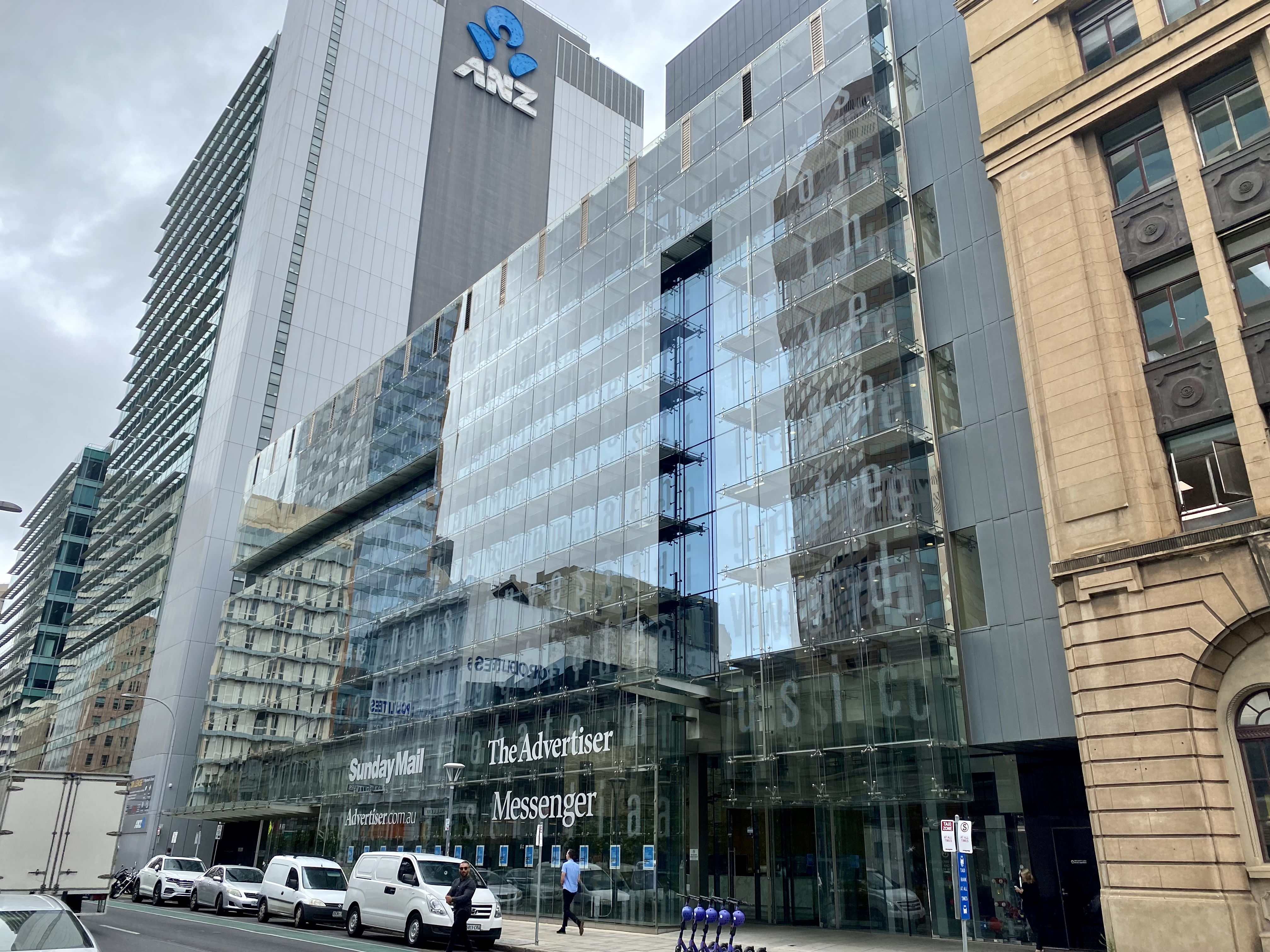
Maison Sir Keith Murdoch, bâtiment The News Corp, 31-45 Waymouth Street, Adélaïde

News Corp Australia (anciennement News Limited) est l'un des plus grands conglomérats de média australien qui emploie plus de 8 000 personnes, dont 3 000 sont journalistes. Limited company (ASX : NSW), elle détient des activités dans la publication de journaux et de magazines, dans Internet, dans la télévision payante, dans la National Rugby League, dans les études de marché, dans la distribution de DVD et de films, ainsi que dans la production de films et de séries télévisées. En 2013, le groupe change son nom pour News Corp Australia.

## Activités
News Corp Australia détient environ 142 quotidiens, hebdomadaires et autres, dont trois titres gratuits et 102 publications suburbaines (dont 16 dans lesquelles News Corp Australia détient un intérêt de 50%). News Corp Australia publie un journal distribué en Australie, un journal métropolitain dans chacune des villes australiennes suivantes : Sydney, Melbourne, Brisbane, Adélaïde, Perth (le dimanche uniquement), Hobart et Darwin, ainsi que des groupes de journaux de banlieue dans les banlieues de Sydney, Melbourne , Adelaide, Brisbane et Perth. La société publie trente autres magazines en Australie. Selon l'étude Finkelstein sur les médias et la réglementation des médias, en 2011, News Corp Australia (alors News Limited) représentait 23 % des titres de journaux en Australie.
Avec des intérêts dans les médias numériques, les sites de la société incluent news.com.au, Business Spectator et Eureka Report, Kidspot.com.au, taste.com.au et homelife.com.au. Il détient une participation de 50 % dans CareerOne.com.au et carsguide.com.au, une part du groupe REA qui exploite www.realestate.com.au, ainsi que des sites Web pour la plupart des titres de journaux et de magazines. Les autres actifs australiens de la société comprennent la totalité de Fox Sports Australia, une participation de 65 % dans le fournisseur de télévision par abonnement Foxtel, une participation de 65 % dans l'entité fusionnée issue de la fusion Fox Sports (Australie) / Foxtel et des actions de l'équipe de Brisbane Broncos NRL.

## Actions et finance
Jusqu'à la création de News Corporation en 1979, News Limited était la principale société de portefeuille pour les intérêts commerciaux de Rupert Murdoch et de sa famille. Depuis lors, News Limited était entièrement détenue par News Corporation. En 2004, News Corporation a annoncé son intention de se constituer de nouveau aux États-Unis. Le 3 novembre, News Corp Limited a cessé ses opérations à la Bourse australienne; et le 8 novembre, News Corporation a commencé à se négocier à la Bourse de New York. Le 28 juin 2013, News Corporation a été scindée en deux sociétés distinctes. Les intérêts du journal de Murdoch sont devenus News Corp, qui était la nouvelle société mère de News Limited. News Limited a été renommée News Corp Australia à la suite de l'inscription de la nouvelle News Corp au 1er juillet 2013.